# Piatra Cloșanilor
Piatra Cloșanilor este o arie naturală protejată de interes național ce corespunde categoriei a IV-a IUCN (rezervație naturală de tip mixt inclusă în Parcul Național Domogled - Valea Cernei), situată în județul Gorj, pe teritoriul administrativ al comunei Padeș.

## Localizare
Aria naturală este situată în Munții Mehedinți, în arealul Vulcan-Motru, în partea nord-vestică a satului Cloșani, la limita vestică a județului Gorj cu județul Mehedinți.

## Descriere
Rezervația naturală Piatra Cloșanilor cu o suprafață de 1.730 de hectare, a fost declarată arie protejată prin Legea Nr.5 din 6 martie 2000 (privind aprobarea Planului de amenajare a teritoriului național - Secțiunea a III-a - zone protejate) și reprezintă o zonă montană (vârfuri, abrupturi calcaroase, stâncării,  peșteri, văii, pajiști alpine, păduri și fânețe) cu un deosebit interes peisagistic, floristic, geologic și speologic; cu floră și faună specifică Meridionalilor.
Rezervația naturală include în teritoriul său Masivul (Muntele) Piatra Cloșanilor, Peștera Cloșani și Peștera Cioaca cu Brebenei, obiective naturale de interes științific și/sau speologic.